# Rødekro kommun
Rødekro kommun var en kommun i Sønderjyllands amt i Danmark. Den ingår sedan danska kommunreformen 2007 i Åbenrå kommun i Region Syddanmark. Kommunen hade en yta (1970-2006) på 201,71 km² och ett invånarantal på 11 695 personer (2005).